# Elecciones vicepresidenciales de Ecuador de 1886
Elección del vicepresidente de la república al concluirse el periodo constitucional de Agustín Guerrero Lizarzaburu.

## Candidato y Resultado
Pedro José Cevallos, reconocido ciudadano independiente, recibió el apoyo de todos los partidos y del gobierno de José María Plácido Caamaño, por lo que renunció a su candidatura Pedro Ignacio Lizarzaburu, no habiendo otro candidato.
| Partido                               | Vicepresidente                           | Cargos Previos                                    | Votos  | %   |
| ------------------------------------- | ---------------------------------------- | ------------------------------------------------- | ------ | --- |
| Partido Progresista-Unión Republicana | Pedro José Cevallos y Fernández Salvador | Presidente de la Corte Suprema de Justicia (1886) | 13.519 | 100 |

Fuente: